# HD 176560
HD 176560，又名BD+58 1849，SAO 31292、HR 7184，是一颗恒星，视星等为6.46，位于銀經88.33，銀緯22.04，其B1900.0坐标为赤經18h 55m 49.5s，赤緯+58° 22.04′ 15″。